# 佐藤裕
佐藤 裕（さとう ゆたか、1977年3月27日 - ）は、日本のカー・バイクスタントマン、スタントコーディネーター、俳優、会社経営者である。千葉県佐倉市出身。株式会社ユタカースタント代表取締役。 

## 経歴
千葉県佐倉市出身。佐倉市立佐倉中学校、千葉工商高等学校（現・敬愛学園高等学校）卒業。
幼少期からジャッキー・チェンに憧れ、アクション俳優を志していた。高校卒業後、カースタントを得意とする「有限会社スーパードライバーズ」に入社。27歳までスーパードライバーズにて多くの作品に参加し、親方として活躍。
2006年頃、一度退社した後に社長の要請でスーパードライバーズに戻り業界に復帰。その後再度退社し、約1、2年間フリーランスとして活動。
2014年、カースタント業界の在り方に疑問を感じ、「衰退するカースタント業界を変えていきたい」との思いから株式会社ユタカースタントを設立。

## 活動
カースタント以外にも、牽引、カメラカー、カーマウントなど、車に携わる撮影に特化した事業を展開している。「不可能なことも可能にできるか一緒に考えたい」という考えを持ち、独自の機材や車両、これまでの経験を生かし、代表取締役兼現役のスタントマンとして、様々な作品に参加している。
スーパードライバーズ在籍時には、カースタントだけでなく跳ねられや階段落ちなどボディスタントマンとしても活躍した。 